# Каминский, Валерий Дмитриевич
Валерий Дмитриевич Каминский (род. 10 сентября 1947 года) — советский и российский геофизик, специалист в области геологии и геофизики дна шельфа и Мирового океана, директор ВНИИОкеангеология (с 2002 года), академик РАН (2022).

## Биография
Родился 10 сентября 1947 года.
В 1970 году окончил геологический факультет Ленинградского Государственного Университета, специальность «геолог-геофизик».
После окончания ВУЗа и по настоящее время работает во Всероссийском научно-исследовательском институте геологии и минеральных ресурсов Мирового океана имени академика И. С. Грамберга — ВНИИОкеангеология, где прошёл путь от младшего научного сотрудника до заместителя директора по научной работе (с 1991 года), директор института (с 2002 года).
В 2016 году избран членом-корреспондентом РАН.
В 2022 году избран академиком РАН.

## Научная деятельность
Научная деятельность лежит в области исследования геологического строения, истории развития и минеральных ресурсов континентального шельфа и Мирового океана.
Автор 130 научных публикаций, в том числе 8 монографий, редактор ряда важных геофизических и геологических карт России, прежде всего — Геологической карты России и прилегающих акваторий масштаба 1:2 500 000.
В период с 1970 по 1980 годы — разработал теоретические основы моделирования геофизических полей подводных гор, на основе которых был выполнен комплексный анализ магнитного и гравитационного полей различных групп подводных гор (Атлантического и Тихого океанов), позволивший получить сведения о внутреннем строении и истории их миграции на литосферных плитах в океане, а результаты исследований были представлены в монографии «Подводные горы (геофизический аспект)» в соавторстве с Р. М. Деменицкой и А. М. Городницким и явились основой кандидатской диссертации.
В период с 1980 по 1990 годы — занимался разработкой и созданием аппаратурно-методических комплексов для изучения геологии дна глубоководной части океана.
С 1990 года и по настоящее время ведёт работы в области изучения геологического строения и истории развития Северного Ледовитого океана.
Был участником и руководителем ряда морских экспедиций на шельфе и глубоководных акваториях Арктики (1972—2007 гг.), в том числе в воздушных высокоширотных экспедициях и четырёх рейсах на ледоколах. По результатам этих исследований были построены карты рельефа дна, магнитного и гравитационного полей, мощности земной коры и осадочного чехла.
Под его руководством коллектив института ведёт работу по обоснованию внешней границы континентального шельфа России в Северном Ледовитом океане (в соответствии с Конвенцией ООН по Морскому праву 1982 года, статья 76).

## Награды
- Медаль ордена «За заслуги перед Отечеством» II степени
- Орден Почёта (2015)
- Премия Правительства Российской Федерации в области науки и техники (в составе группы, за 2002 год) — за создание карт рельефа дна Северного Ледовитого океана для решения многоотраслевых задач и реализации национальных интересов России в Арктике[2]
- Премия Правительства Российской Федерации в области науки и техники (2012) — за создание государственной геологической карты Российской Федерации[3]
- Премия имени О. Ю. Шмидта (совместно с В. А. Верниковским, В. А. Поселовым, за 2019 год)  — за серию работ по единой тематике «Изучение глубинного строения Северного Ледовитого океана с целью обоснования внешней границы континентального шельфа Российской Федерации»
- Заслуженный геолог Российской Федерации
- Юбилейная медаль «300 лет Российскому флоту»
- Медаль «В память 300-летия Санкт-Петербурга»
- Золотая медаль Русского географического общества (2008) — за организацию и руководство уникальными комплексными геолого-геофизическими экспедициями в центральную Арктику на поднятие Менделеева в 2005 году и хребет Ломоносова в 2007 году с помощью ледоколов «Академик Фёдоров» и «Россия», а также за активную просветительную работу и преумножение славных традиций общества[4]
- Золотая медаль имени Циолковского
- медаль «Горно-геологическая служба России»
- знаки: «Отличник разведки недр», «Почётный полярник», «Почётный разведчик недр».

## Из библиографии
- Подводные горы : (Пробл. геофиз. изуч.) / Р.М. Деменицкая, А.М. Городницкий, В.Д. Каминский, Э.М. Литвинов; Под ред. доц. Т.С. Дзоценидзе. - Ленинград : Недра. Ленингр. отд-ние, 1978. - 163 с. : ил.; 21 см.